# Neopomacentrus fuliginosus
Neopomacentrus fuliginosus là một loài cá biển thuộc chi Neopomacentrus trong họ Cá thia. Loài này được mô tả lần đầu tiên vào năm 1960.

## Từ nguyên
Từ định danh trong tiếng Latinh mang nghĩa là "đầy bồ hóng", hàm ý đề cập đến màu xám đen của cơ thể.

## Phạm vi phân bố và môi trường sống
N. fuliginosus có phạm vi phân bố giới hạn ở Tây Ấn Độ Dương. Loài này chỉ được tìm thấy dọc theo vùng biển từ Kenya đến Mozambique. N. fuliginosus sinh sống tập trung gần những rạn san hô viền bờ và đá ngầm trên nền đáy cát hoặc bùn, cũng như trong thảm cỏ biển ở độ sâu đến 10 m.

## Mô tả
Chiều dài tối đa được ghi nhận ở N. fuliginosus là khoảng 11 cm. N. fuliginosus có màu xám đen, riêng vây và cuống đuôi có màu vàng. Phía sau của vây lưng và vây hậu môn có thể có màu vàng.
Số gai ở vây lưng: 13; Số tia vây ở vây lưng: 11; Số gai ở vây hậu môn: 2; Số tia vây ở vây hậu môn: 12; Số gai ở vây bụng: 1; Số tia vây ở vây bụng: 5.

## Sinh thái học
Thức ăn của N. fuliginosus là các loài động vật phù du. Cá đực có tập tính bảo vệ và chăm sóc trứng.